# Aleksandr Ivanik
Aleksandr Michajlovitj Ivanik (ryska: Александр Михайлович Иваник), född den 26 februari 1968 i Ust-Donetsk i Rostov oblast i Ryska SFSR i Sovjetunionen (nu Ryssland) är en före detta sovjetisk och rysk kanotist, nu tränare.
Han tog bland annat VM-guld i K-4 200 meter i samband med sprintvärldsmästerskapen i kanotsport 1997 i Dartmouth Kanada.